# Field's

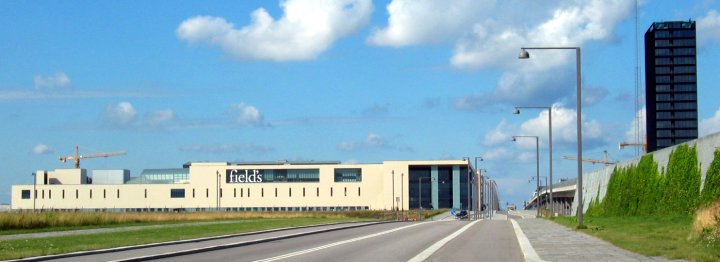
Field's, sett från syd. Byggnaden till höger är Ferringbygningen.

Field's är ett köpcentrum i Ørestad i Köpenhamn, Danmark. Det ligger på ön Amager mellan Kastrups flygplats och centrala Köpenhamn och är ett av Nordens största räknat i antal butiker. Det öppnade 9 mars 2004 och ligger omkring fem kilometer söder om Köpenhamns centrum. Field's har 140 butiker. Öresundståg samt Köpenhamns Metro stannar i närheten.